# Tomislav Mikulić
Tomislav Mikulić (Vukovar, 4 gennaio 1982) è un ex calciatore croato con cittadinanza svedese, di ruolo difensore.

## Palmarès

### Club

#### Competizioni nazionali
- Campionato croato: 1

Dinamo Zagabria: 2007-2008
- Coppa di Croazia: 1

Dinamo Zagabria: 2007-2008